# ژرمنیکوس ژولیوس سزار
ژرمنیکوس ژولیوس سزار (انگلیسی: Germanicus؛ ۲۴ مه ۱۵ (پیش از میلاد) - ۱۰ اکتبر ۱۹ (میلادی)) یک شاعر، و سردار اهل روم باستان و ژنرال بشدت برجسته و محبوب بود وی از از طرف مادری از نوادگان مارک انتونی و از طرف پدری نوه لیویا همسر نهایی امپراتور اگوستوس که از همین رو نوه خوانده اگوستوس و همین طور برادرزاده قانونی و وارث شرعی مشهور امپراتور تیبریوس بود.
او با زنی برجسته به نام اگریپینا بزرگتر که نوه قانونی اگوستوس بود ازدواج کرده بود که حاصل آن شش فرزند بود، وی همچنین برادر امپراتور کلودیوس و همین طور پدر امپراتور دیوانه روم کالیگولا و امپراتریس مشهور و قدرتمند روم اگریپینا جوان و پدربزرگ امپراتور نرون از سوی مادر بود.
در سال ۱۸ میلادی ژرمنیکوس ژولیوس سزار اعلام می‌دارد آرتاشز سوم پادشاه ارمنستان است.